# Гора Пэнлай

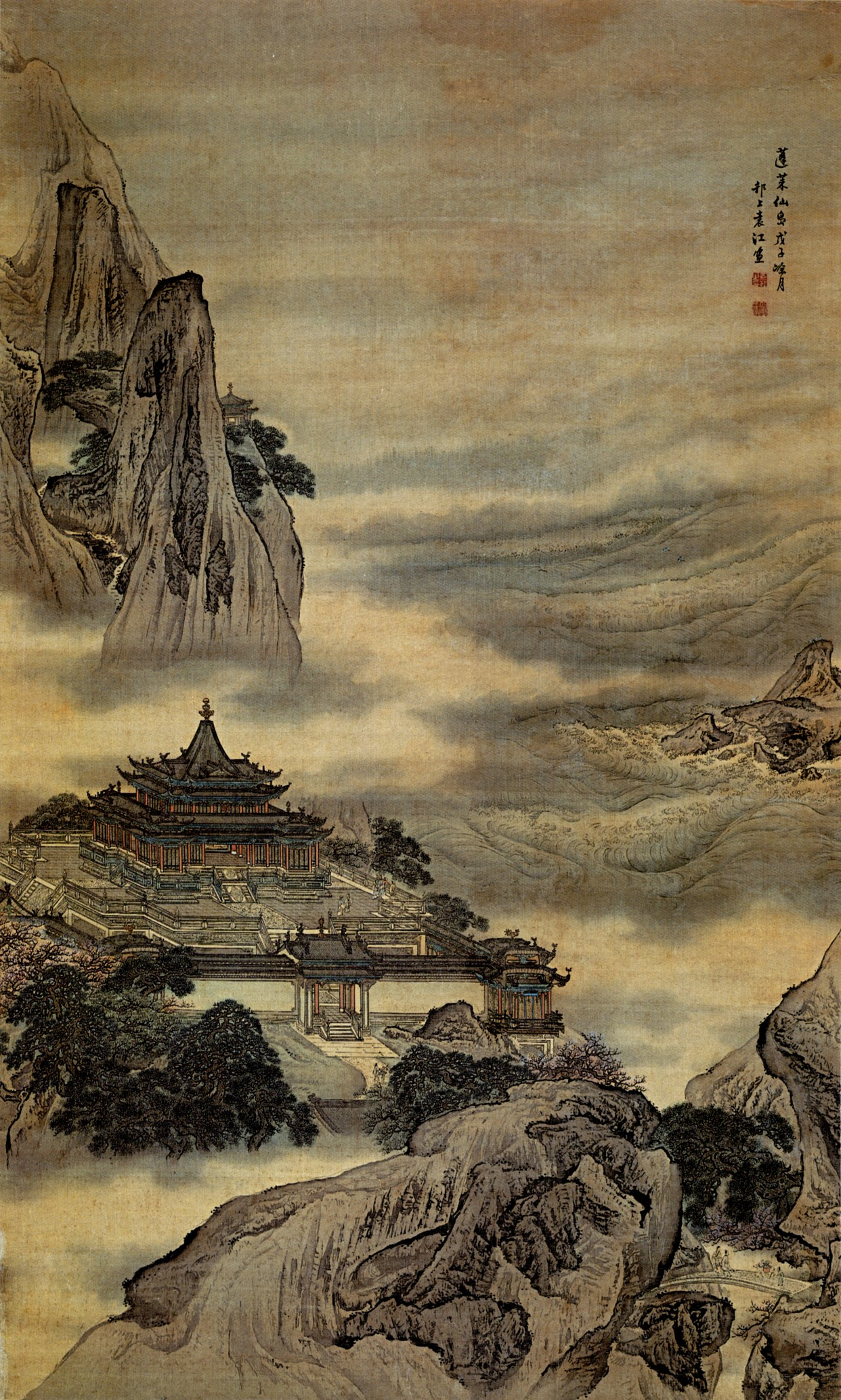
Гора Пэнлай (蓬萊仙島)

Пэнлай (кит. 蓬莱), Пэнлайдао («остров Пэнлай») — один из трёх священных островов-гор в китайской мифологии, служивших обителью жителей «неба» (в переводе на русский может использоваться слово «небожители», из-за чего возникает неправильное понимание смысла).
В «Исторических Записках» Сыма Цяня о них сказано так: «В море-океане стоят три священных горы. Зовутся они Пэнлай, Фанчжан и Инчжоу. Обитают на них бессмертные-сяни».
Пэнлай является самым знаменитым местом обитания бессмертных (сянь).
Пэнлай именуется также Пэнлайшань (шань — «гора»), гора-остров, плавающая в Восточном море или его заливе Бохай.
Наиболее подробное описание Пэнлай содержится в трактате «Ле-цзы», где рассказывается, что в бездне Гуйсюй некогда плавали пять гор: Дайсюй, Юаньцзяо, Фанчжан, Инчжоу и Пэнлай. Окружность каждой из них — 30 тысяч ли, плато на вершине — 9 тысяч ли, горы отстоят друг от друга на 70 тысяч ли. Все строения там из золота и нефрита, все звери и птицы белого (то есть священного) цвета, деревья, на которых зреют жемчуг и белые драгоценные камни, растут кущами, плоды имеют удивительный аромат. Тот, кому довелось их отведать, не старел и не умирал. На островах жили бессмертные. Однако острова носило по волнам, и это причиняло бессмертным беспокойство. Тогда бессмертные обратились с жалобой к Шан-ди. Тот послал в море 15 гигантских черепах «Ао», чтобы они посменно держали горы на головах. Великан Лун-бо поймал на крючок шесть черепах, две горы — Юаньцзяо и Дайсюй унесло в северный океан, остались Пэнлай, Фанчжан и Инчжоу на спине Ао.
В Древнем Китае некоторые императоры снаряжали специальные экспедиции на поиски Пэнлай. Существовало представление о том, что Пэнлай и две другие горы издали напоминают тучи, когда люди приближаются к ним, горы-острова уходят под воду.